# The Rubettes
The Rubettes é uma banda pop inglesa fundada em 1973 por Wayne Bickerton, o então chefe de A&R da Polydor Records, e seu co-compositor, Tony Waddington. A banda surgiu no final da cauda do movimento glam rock, vestindo ternos brancos e chapéus de pano no palco. Seu primeiro single, "Sugar Baby Love" foi um sucesso instantâneo atingindo a primeira posição no chart do Reino Unido durante quatro semanas, em maio de 1974, e posteriormente alcançou o número 37 na parada dos EUA em agosto. A canção é a mais conhecida da banda. Os trabalhos posteriores foram menos bem-sucedidos, mas o banda continua em atividade.

## Discografia

### Álbuns
- Wear It's At (1974)
- We Can Do It (1975) - UK #41
- Rubettes (1975)
- Sign Of The Times (1976)
- Baby I Know (1977)
- Some Time In Oldchurch (1978)
- Still Unwinding (1978)
- Riding On A Rainbow (1992)
- Making Love In The Rain (1995)